# Antonio Tajani

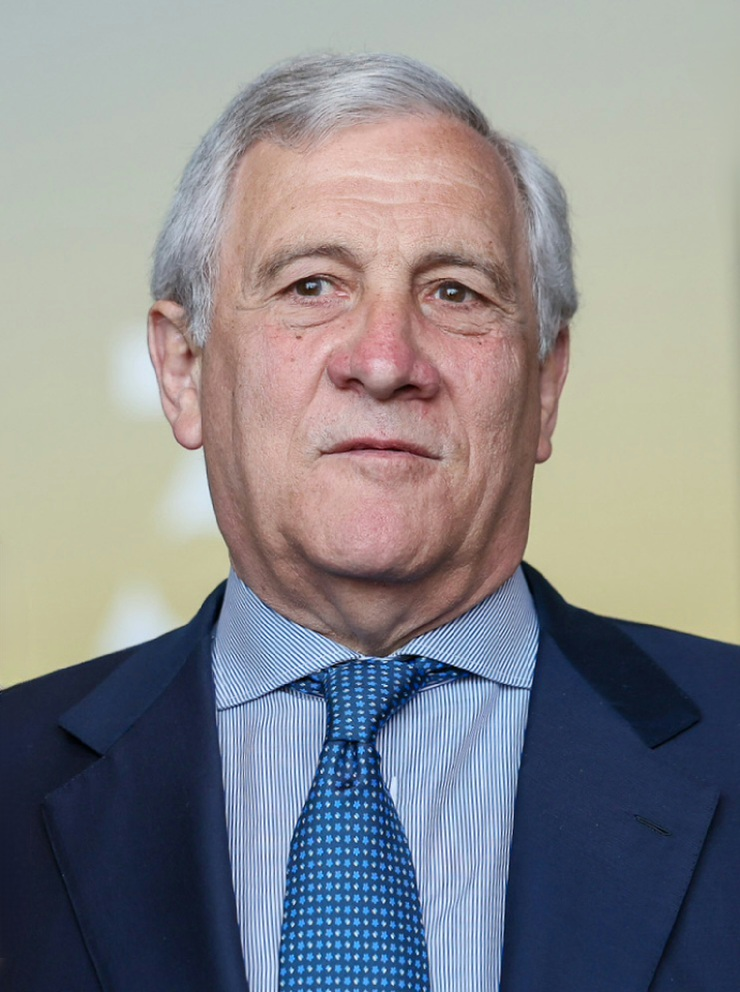
Antonio Tajani (2025)

Antonio Tajani (* 4. August 1953 in Rom) ist ein italienischer Politiker der Forza Italia. Von 2008 bis 2014 war er Mitglied der Europäischen Kommission und von 2017 bis 2019 Präsident des Europäischen Parlaments. Seit 2018 ist er Vizepräsident und Koordinator von Forza Italia und seit Oktober 2022 italienischer Außenminister sowie stellvertretender Ministerpräsident im Kabinett Meloni.

## Leben
Antonio Tajani ist der Sohn von Raffaele Tajani, einem aus Vietri sul Mare stammenden Offizier des italienischen Heeres. Seine Mutter Antonia war Lehrerin und unterrichtete Latein und Griechisch. Die Familie lebte fünf Jahre in Frankreich, nachdem sein Vater dort an einen NATO-Standort abkommandiert worden war. In der Mittelschule weckte eine Schularbeit über König Viktor Emanuel III. sein Interesse für die italienische Monarchie. In der Folge trat Tajani der monarchistischen Jugendorganisation der politischen Vereinigung Unione Monarchica Italiana bei, dem Fronte giovanile monarchico. Im Gymnasium „Torquato Tasso“ in Rom, das er zusammen mit Maurizio Gasparri und Walter Veltroni besuchte, geriet er im politisierten Klima der 68er-Bewegung wegen seiner monarchistischen Gesinnung in das Visier linker Sympathisanten. Tajani ergriff Partei für den italienischen General Giovanni De Lorenzo, der in den 1960er Jahren einen Putsch plante und Abgeordneter der monarchistischen Partei Partito Democratico Italiano di Unità Monarchica war. Die Partei ging später, Anfang der 1970er Jahre, im neofaschistischen Movimento Sociale Italiano auf. Nach seiner Wahl zum Präsidenten des Europaparlaments 2017 wurde ihm deswegen von Teilen der Presse vorgeworfen, mit den extremen Rechten sympathisiert und sich erst danach als Monarchist geoutet zu haben. Nach seiner Matura, die er am Gymnasium „Lucrezio Caro“ ablegte, studierte Tajani Jura an der Universität La Sapienza. Anschließend diente er als Offizier in der italienischen Luftwaffe.
Von 1980 an arbeitete Tajani als Journalist. Er war Redakteur der Zeitung Il Settimanale und kurze Zeit Sprecher der Radionachrichten GR1 der RAI. Ab 1982 leitete er die römische Redaktion der von Indro Montanelli herausgegebenen Zeitung Il Giornale. Für die Zeitung war er später als Auslandsredakteur im Libanon und der Sowjetunion tätig.
Tajani war 1993 einer der Gründer der Partei Forza Italia. Nach den Parlamentswahlen 1994 ernannte ihn der Ministerpräsident Silvio Berlusconi zum Pressesprecher seines Kabinetts. Bei den Stadtratswahlen von Rom 2001 war er Kandidat für das Amt des Bürgermeisters, konnte sich aber in der Stichwahl nicht gegen seinen ehemaligen Schulkameraden Walter Veltroni durchsetzen.
Seit 2018 ist Tajani Vizepräsident und Koordinator von Forza Italia. Bei den Parlamentswahlen 2022 wurde er erstmals als Abgeordneter in das italienische Parlament gewählt. Anschließend wurde er italienischer Außenminister im Kabinett Meloni.
Nach dem Tod von Berlusconi wurde Tajani am 15. Juli 2023 zum Parteisekretär der Forza Italia gewählt. Das Amt des Präsidenten, das Berlusconi innehatte, soll nicht neubesetzt werden.

## Mitglied des Europäischen Parlaments
Tajani wurde nach der Europawahl 1994 erstmals Mitglied des Europäischen Parlaments. Er gehörte der Fraktion EVP-ED an, deren stellvertretender Vorsitzender er auch war. Außerdem war er Leiter der Forza-Italia-Delegation im Europäischen Parlament und Mitglied im Ausschuss für bürgerliche Freiheiten, Justiz und Inneres. Er schied 2008 aus dem Parlament aus, um in die EU-Kommission zu wechseln.
Nach seinem Wiedereinzug 2014 war er bis 2017 einer der Vizepräsidenten des Europäischen Parlaments. Daneben saß er im Ausschuss für Industrie, Forschung und Energie sowie in den Delegationen für die Beziehungen zu Brasilien, dem Mercosur und der Parlamentarischen Versammlung Europa-Lateinamerika.
2017 folgte er Martin Schulz als Präsidenten des Europäischen Parlaments. Am 3. Juli 2019 wurde sein Landsmann David Sassoli zu seinem Nachfolger in diesem Amt gewählt.
In der 9. Wahlperiode des Europäischen Parlaments war Tajani Vorsitzender des Ausschusses für konstitutionelle Fragen sowie der Konferenz der Ausschussvorsitze.
Mit seinem Einzug in die italienische Abgeordnetenkammer im Oktober 2022 gab er sein Mandat in Straßburg auf. Für ihn rückte Alessandra Mussolini nach.

## EU-Kommission
Von Mai 2008 bis Februar 2010 war Tajani EU-Kommissar für Verkehr, wobei er dem Franzosen Jacques Barrot im Amt folgte, der wiederum das Innenressort von Franco Frattini übernahm, der aus der Kommission ausschied, um italienischer Außenminister zu werden. Von 2010 bis 2014 war Tajani Kommissar für Unternehmen und Industrie in der Kommission Barroso II und Vizepräsident der Europäischen Kommission. Im Mai 2014 schied er aus der EU-Kommission aus, um seinen Platz als EU-Parlamentsabgeordneter einzunehmen, den er bei der Europawahl 2014 gewann. Für wenige Monate wurde Nelli Feroci sein Nachfolger als EU-Kommissar für Unternehmen und Industrie.
Tajani verzichtete im November 2014 auf ein Übergangsgeld in Höhe von 468.000 Euro (36 monatliche Zahlungen à 13.000 Euro); ein solches Übergangsgeld erhalten ehemalige EU-Kommissare als Ausgleich dafür, dass sie nach dem Mandat praktisch für Tätigkeiten gesperrt sind, die mit ihren bisherigen Aufgaben in Verbindung gebracht werden könnten. Wird ein ehemaliger Kommissar Mitglied des Europäischen Parlaments (MdEP), kann er ebenfalls das Übergangsgeld erhalten; dies ist mit den Bezügen eines Europaabgeordneten vereinbar. Tajani begründete seine Entscheidung gegenüber dem scheidenden Kommissionspräsidenten José Manuel Barroso damit, dass er es für angebracht halte, in der für die europäischen Bürger sehr schwierigen Zeit ein Zeichen der Maßhaltung und Solidarität zu setzen.

## Kritik
Im Februar 2019 sagte Tajani bei einer Rede am Mahnmal für 1943–1945 von jugoslawischen Partisanen getötete Italiener in Basovizza (bei Triest an der Grenze zu Slowenien): »Es lebe das italienische Istrien, es leben das italienische Dalmatien und die italienischen Exilierten!« Dabei erklärte er ausdrücklich, er sei nicht nur als Italiener und Patriot hier, sondern als Präsident des Europäischen Parlaments. Bei der Gedenkfeier war u. a. auch Matteo Salvini anwesend. Der kroatische Ministerpräsident Andrej Plenković kritisierte Tajanis Äußerungen, der slowenische Ministerpräsident Marjan Šarec bezeichnete Tajanis Äußerungen als »historischen Revisionismus« und EU-Verkehrskommissarin Violeta Bulc verurteilte Tajanis »Verdrehung historischer Fakten«.
Im März 2019 erklärte Tajani in einem Interview, Mussolini habe »auch positive Dinge getan«, nämlich unter anderem »Straßen, Brücken, Gebäude, Sportanlagen gebaut«.